# Parmenonta lenticula
Parmenonta lenticula là một loài bọ cánh cứng trong họ Cerambycidae.